# Калужское книжное издательство
Калу́жское кни́жное изда́тельство — советское государственное областное книжное издательство, созданное в Калуге в 1958 году и прекратившее самостоятельное существование в 1963 году с созданием на базе Тульского книжного издательства в Туле укрупнённого регионального Приокского книжного издательства, куда кроме Калужского и Тульского вошли Орловское книжное издательство и издательство «Брянский рабочий».

## История
Калужское книжное издательство как областное книжное издательство было создано в Калуге в 1958 году.
В историю советского книгоиздательства вошло главным образом изданием в 1961 году литературно-художественного альманаха «Тарусские страницы», участниками которого стали в основном московские писатели, отдыхавшие в калужской Тарусе.
Калужское книжное издательство прекратило самостоятельное существование в 1963 году с созданием на базе Тульского книжного издательства в Туле укрупнённого регионального Приокского книжного издательства, куда кроме Калужского и Тульского вошли Орловское книжное издательство и издательство «Брянский рабочий».
В 1963—1964 годах Калужское книжное издательство формально продолжало существовать как филиал Приокского книжного издательства.